# Waterstones
Waterstones er en britisk boghandlerkæde med 311 butikker i primært Storbritannien. Den blev etableret i 1982 af Tim Waterstone, som den er navngivet efter. Boghandlen udviddede kraftigt indtil den i 1993 blev solgt til WHSmith.